# Leland Mitchell
Leland Noyal Mitchell (Kiln, 22 febbraio 1941 – Starkville, 6 luglio 2013) è stato un cestista statunitense, professionista nella ABA.

## Carriera
È stato selezionato dai St. Louis Hawks al secondo giro del Draft NBA 1963 (14ª scelta assoluta).